# ليوناردو فيرييرا
ليوناردو فيرييرا (7 يونيو 1988 بفورتاليزا في البرازيل - ) هو لاعب كرة قدم برازيلي في مركز الهجوم. لعب مع نادي بوافيشتا ونادي ساو كايتانو ونادي سيارا ونادي شابيكوينسي ونادي فيغورينسي ونادي كوريتيبا ونادي إيكاسا وماريليا أتلتيكو ‏ وSport Club Santa Rita ‏ ودايجون هانا سيتزن ونادي سانتا كروز.

## وصلات خارجية
- ليوناردو فيرييرا على موقع دوري كوريا الجنوبية (الإنجليزية)
- ليوناردو فيرييرا على موقع قاعدة بيانات كرة القدم.إي يو (الإنجليزية)
- ليوناردو فيرييرا على موقع Soccerway.com (الإنجليزية)
- ليوناردو فيرييرا على موقع AS.com (الإسبانية)